# 清醒夢 (電影)
《清醒夢》（韓語：루시드 드림）是一部2017年上映的韓國科幻懸疑片，由參與電影《傳說的拳頭》製作的導演金俊成執導，高洙與薛耿求主演。劇情講述一名為了守護家園的父親，透過夢中助手的幫助，找到綁架兒子的犯人及其犯罪線索的故事。

## 演員陣容

### 主要演員
- 高洙 飾演 崔大浩
- 薛耿求 飾演 宋方燮

### 其他演員
- 朴有天 飾演 This man（權龍賢）
- 姜惠貞 飾演 素賢
- 朴仁煥 飾演 姜成弼
- 千虎珍 飾演 趙明哲
- 全錫浩 飾演 崔京煥
- 李碩 飾演 劉相滿
- 李詩雅 飾演 崔美妍
- 金康勳 飾演 崔明宇
- 崔代勳 飾演 金警官
- 朴真宇 飾演 美味漢堡老闆
- 朴周煥 飾演 鬍子男
- 趙善穆 飾演 攝影師
- 李昌直 飾演 退役的黑社會
- 權五鎮 飾演 退役的黑社會
- 申昌秀 飾演 趙明哲的保安室長
- 黃相慶 飾演 男記者
- 李恩珠 飾演 醫生
- 林華映 飾演 崔京煥的妻子
- 黃仁俊 飾演 草地上一家人的父親
- 全信煥 飾演 遊樂園群眾（聲音出演）

### 友情出演
- 權海驍 飾演 朴局長
- 李準赫 飾演 周老根

## 外部連結
- NAVER上《清醒夢》的資料
- Daum上《清醒夢》的資料

- 韩国电影数据库（KMDb）上《清醒夢》的資料
- 互联网电影数据库（IMDb）上《清醒夢》的资料（英文）
- 豆瓣电影上《清醒夢》的資料 （简体中文）
- Yahoo奇摩電影上《清醒夢》的資料（繁體中文）
- 開眼電影網上《清醒夢》的資料（繁體中文）
- Box Office Mojo上《清醒夢》的资料（英文）
- 爛番茄上《清醒夢》的資料（英文）